# نرجس والدة المهدي
نَرْجِسُ بِنْتُ يَشُوعَا الرُّومِيَّةُ (وُلِدَتْ قَبْلَ عامِ 240 هـ/854م) هي زوجة الحسن العسكري الإِمَامِ الحادِي عَشَر، وَأُمُّ الإِمَامِ الثَّانِي عَشَر وَالأَخِيرِ للشيعة الاثني عشرية الملقب بـ محمد المهدي، الذي قيل إنهُ سيأتي «ليملأ الأرض قسطًا وعدلًا بعدما ملئت ظلمًا وجورًا» وهو الإبن الوحيد الذي خلفه الحسن العسكري حسب ما ورد في تراث الشيعة، ولذلك فأن لنرجس مكانة سامية عند الشيعة الاثني عشرية، وقيل اسمها مَلِيكَةُ، وقيل رَيْحَانَةُ أو سّوْسَنُ.

## ألقابها
تختلف المصادر في اسمها، فالمشهور أنّها أمّ ولد، وقيل اسمها كان نرجس، وحين ولدت وليدها كُنيت به أم محمد. كذلك لها عدّة تسميات أخرى وذلك للظروف السياسية والأمنية التي كانت تعيشها آنذاك مثل : صقيل، ومليكة، وسوسن، وريحانة، ومريم، وخمس، وحكيمة وسبيكة.

## حياتها
تتنوع الروايات حول حياتها. نقل الشيخ الصدوق عن محمد بن بحر الشيباني أن نرجس هي بنت يشوعا وكان مسيحياً، ونسبها يرجع من أمها إلى شمعون، وهو من حواريي عيسى.
وهي كانت من أحفاد قياصرة الروم. فرأت يوماً في عالم الرؤيا فاطمة الزهراء ومعها مريم بنت عمران. فقالت لها مريم: «هذه سيدة النساء أم زوجك أبي محمد»، فدعتها فاطمة الزهراء للإسلام فأسلمت على يدها، ثم أرشدتها لتجعل نفسها في معرض الأسر. ففعلت هذا وأسرت وعرضت للبيع. ثم كتب علي الهادي رسالة باللغة الرومية وطبعَ عليه خاتمه وأرسلها بيد أحد خاصته وحمّله ثمناً كي يشتريها ووصف له الفتاة والمكان. فلما دخل المبعوث إلى سوق العبيد، عرفها فسلّم لها الرسالة واشتراها ونقلها إلى سامراء. فلمّا أُحضرت إلى علي الهادي رحب بها ثم استدعى أخته حكيمة وكلّفها بتربيتها وتعلّمها الفرائض وأحكام الشريعة، وأخبرها أنّها زوجة ابنه الحسن العسكري.
لكن يذكر المسعودي في كتابه إثبات الوصية عن الثقات من المشايخ أن أخت علي الهادي كانت لها جارية تسمى نرجس ولدت في بيتها وربتها على يدها.
تزوجت نرجس من الحسن العسكري، وعندما حملت بولدها كما في اعتقادات الشيعة الاثنا عشرية، وأخفي حملها على أكثر النساء، لأنّ العباسيون كانوا قد وضعوا منزل الحسن العسكري تحت مراقبة شديدة كي يقتلوا ابنه قبل الولادة. فبعث الحسن العسكري إلى عمّته حكيمة طلب منها أن تلازم نرجس في تلك الليلة ولا تفارقها. وأخبرها بأنّ نرجس ستلد الليلة وليدها. فقامت بمهمّة القابلة تلك ليلة. حتى ولدت نرجس ولدها الوحيد في ليلة الجمعة الخامس عشر من شعبان سنة 255هـ بمدينة سامرّاء. فأسماه محمد المهدي وهو الإمام الثاني عشر والأخير عند الشيعة الاثنا عشرية.

## وفاتها
لم تُحدّد المصادر تاريخ وفاتها، لكن بعض الروايات تشير أنها توفت قبل وفاة العسكري ولكنّها ضعيفة والروايات الأوثق تقول أنها كانت حاضرة وقت وفاة العسكري فتكون قد توفيت بعده. ويذكر الذهبي أن جعفر بن علي أخو الحسن العسكري نازعها في الورث، فتعصب لها جماعة، وله آخرون، ثم انفش ذلك الحمل، وبطل، فأخذ ميراث ‌الحسن أخوه جعفر، وأخ له. فزادت الفتنة بين أنصار جعفر ونرجس، إلى أن حبسها المعتضد بعد نيف وعشرين سنة من موت سيدها، وجعلت في قصره إلى أن ماتت في دولة المقتدر.
وأمّا مدفنها ففي حرم العسكريين في مدينة سامراء بالعراق، حيث دُفنت خلف قبر علي الهادي والحسن العسكري بمسافة قليلة.

## وصلات خارجية
- تمام الكلام في إسلام أم الإمام عليها السلام
- الروايات المتعرّضة لصفة أُمّ الإمام المهدي